# St. Hedwig (Kmiecin)

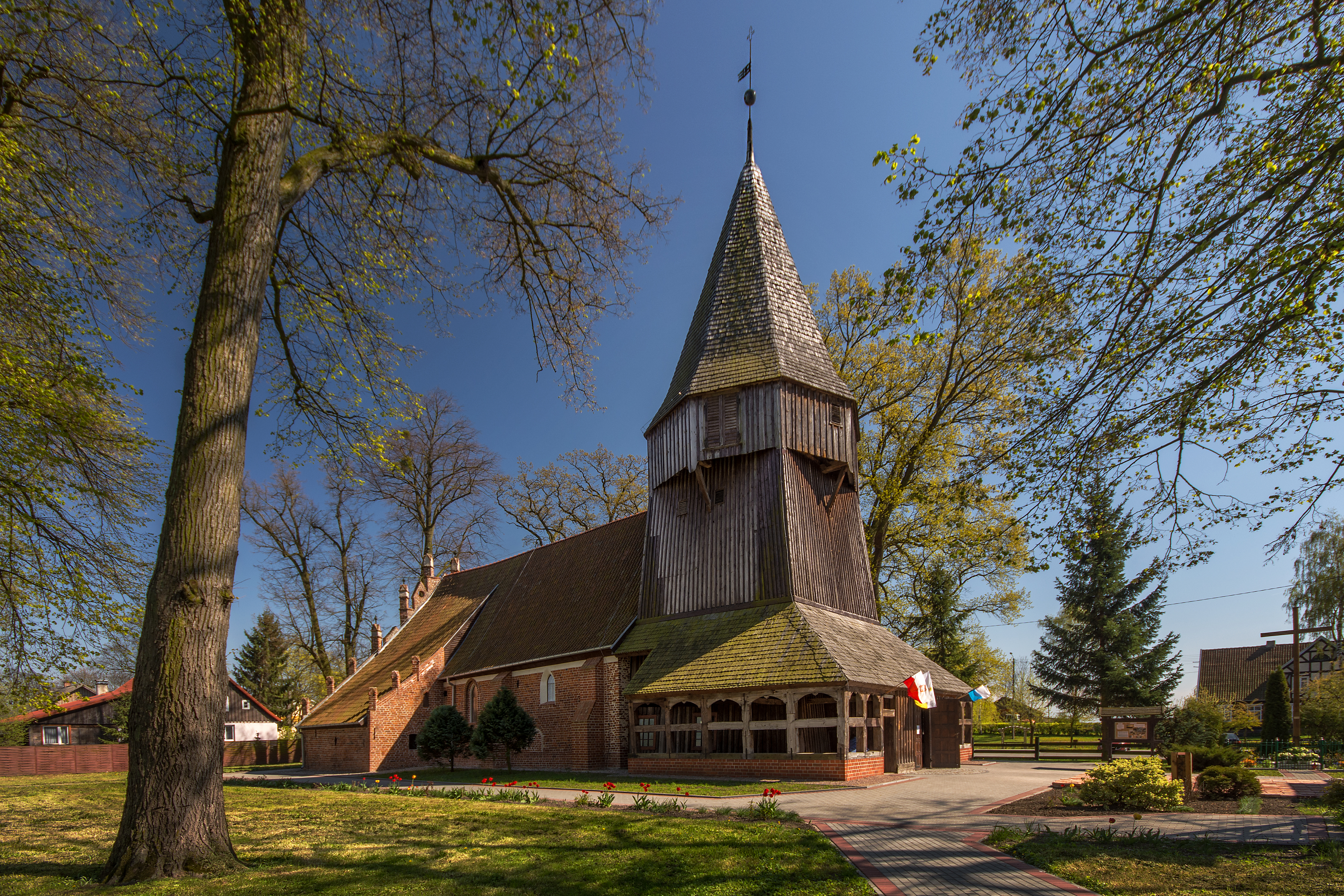
Dorfkirche von Fürstenau

Die römisch-katholische Kirche St. Hedwig in Kmiecin (deutsch Fürstenau), einem Ort in der Gmina Nowy Dwór Gdański in der polnischen Woiwodschaft Pommern, ist ein in mehreren Abschnitten entstandener einfacher Saalbau mit reich gegliedertem Ostgiebel aus der Zeit des Deutschen Ordens.

## Geschichte
Im Jahr 1323 verlieh der Elbinger Komtur dem Dorf eine kulmische Handfeste. Eine Kirche wurde nicht dotiert. Aus 1344 ist ein Vergleich zwischen Pfarrer Johannes von Fürstenau und dem Rat der Stadt Elbing der im Besitz des Patronats war, über die Teilung der Kirchenopfer überliefert. Der Bau datiert vermutlich aus der zweiten Hälfte ds 14. Jahrhunderts, der südwestliche Abschnitt des Langhauses, der ein anderes Backsteinformat, kleinere Fenster und auch kein Putzband hat, sowie der Ostgiebel stammen wohl aus dem 15. Jahrhundert.

## Beschreibung
Das Langhaus ist ein ungewölbter Saalbau mit Strebepfeilern an der Südseite und den östlichen Kanten. Der östliche Abschnitt der Südwand hat profilierte Fenster zwischen Strebepfeilern. Ein Putzband, das in diesem Bereich über den Fenstern nach oben vorspringt, dient als Horizontalabschluss. Der westliche Abschnitt hatte ursprünglich ein Portal, aber keine Streben oder Putzband. Die Sakristei ist ein schmaler Anbau im Nordosten, in Flucht und Verband mit der Chorwand. Am westlichen Abschnitt der Südseite befand sich ursprünglich eine Vorhalle, wovon nur noch geringe Spuren an der Wand des Langhauses zeugen. Der Ostgiebel ist ein fünfachsiger Staffelgiebel mit durchlaufenden Spitzbogenblenden, getrennt durch Dreiecksvorlagen, die fialenartig enden. Auf jeder Stufe sitzt noch ein Wimperg mit Kreisblende bzw. Windloch. Vortretende Backsteinlagen laufen als Horizontalgliederung über den ganzen Giebel. Imposant wirkt der im Kern noch mittelalterliche hölzerne Westturm.